# Rafał Rudzki
Rafał Rudzki (ur. 20 maja 1964) – polski bokser, brązowy medalista mistrzostw Europy z 1989, mistrz Polski.
Zdobył brązowy medal w wadze piórkowej na mistrzostwach Europy w 1989 w Atenach. Po wygraniu walki ćwierćfinałowej z Hiszpanem Feliksem Garcią Losadą, w półfinale uległ Marco Rudolphowi. 
Był mistrzem Polski w wadze piórkowej w 1989. 